# Pinós
|  | Per a altres significats, vegeu «Pinós (desambiguació)». |

Pinós és un municipi de la comarca del Solsonès que rep el nom d'un dels cinc pobles que l'integren. Se situa al centre geogràfic de Catalunya. També forma part de l'Alta Segarra. El 2008 va ser un dels nou membres fundadors de l'Associació de micropobles de Catalunya.

## Geografia

### Localització
És a la part meridional de la comarca, i limita a migdia amb la Molsosa, del Solsonès, a llevant amb Sant Mateu de Bages, de la comarca del Bages, al nord-est amb Cardona, també del Bages, al nord amb Riner, al nord-oest amb Llobera, tots dos del Solsonès, a ponent amb l'antic terme de Llanera de Solsonès, pertanyent també al Solsonès, però administrativament agregat al terme municipal de Torà, de l'Alta Segarra, actualment integrat en la comarca de la Segarra, i al sud-oest amb Calonge de Segarra, també de l'Alta Segarra, però unit a la comarca de l'Anoia.
A més, té l'enclavament de Malagarriga a la vall del Cardener, entre Cardona i Navàs i, per tant, geogràficament del tot dins del Bages.
| Entitat de població    | Habitants (2023) |
| Ardèvol                | 105              |
| Vallmanya              | 58               |
| Sant Just d'Ardèvol    | 42               |
| les Cases de Matamargó | 40               |
| Pinós                  | 36               |
| Font: Idescat          |                  |

### Orografia

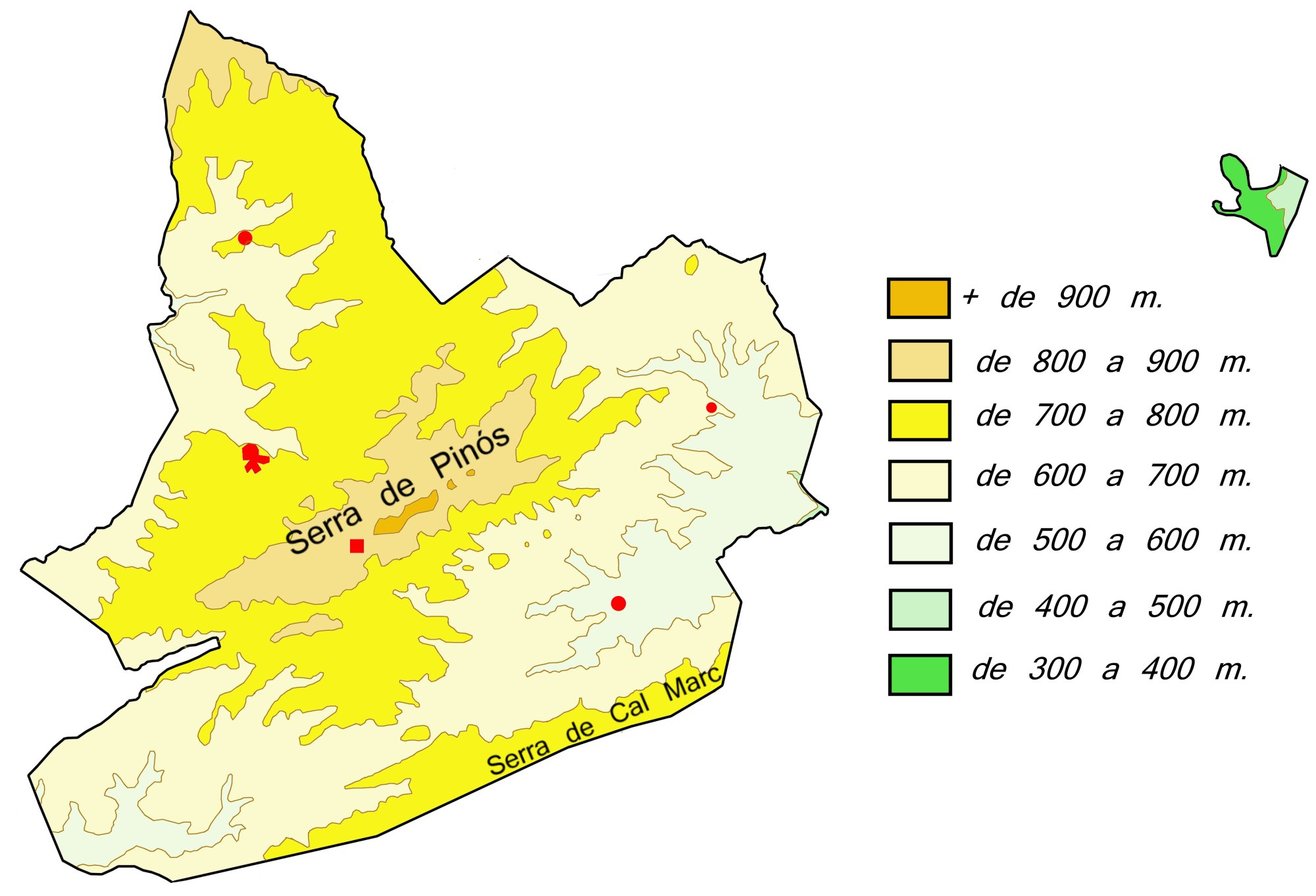
Mapa orogràfic del municipi

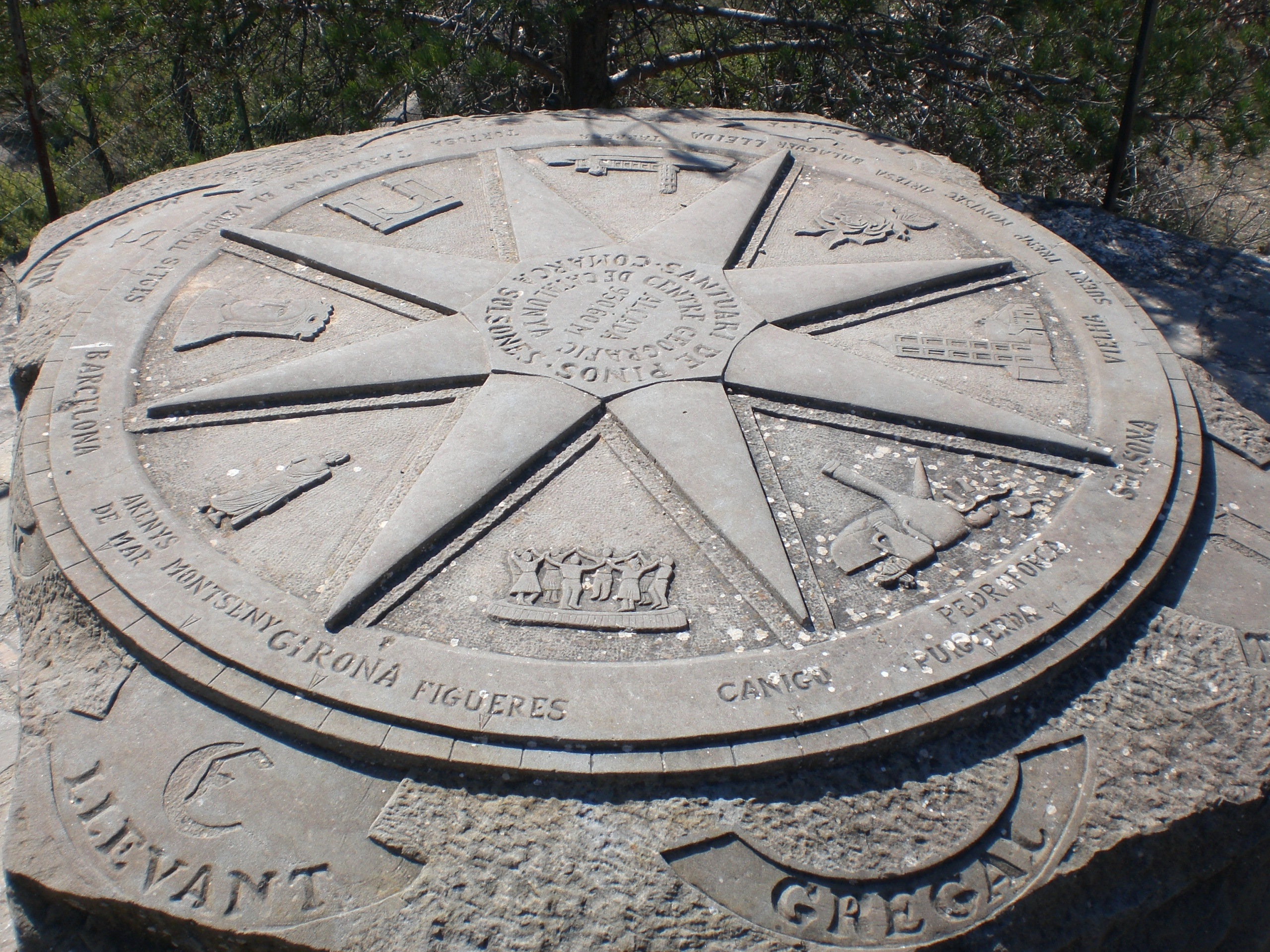
Rosa dels vents que indica el centre geogràfic de Catalunya

El terme municipal de Pinós és un clar exponent de l'altiplà solsonenc: la part central del terme conforma una mena d'espina dorsal de terres altes (situades entre els 700 i 800 m d'altitud) que el recorre de nord a sud i fa de partió d'aigües entre les conques del Llobregat i del Segre. Així, la banda occidental del municipi és tributària del Llobregós i s'assoleix la cota més baixa a 510 m d'altitud en el punt on la riera de Mantellí deixa el terme, a l'extrem sud-oest del terme mentre que el cantó oriental del municipi està conformat per territoris tributaris del Cardener i assoleixen la seva cota mínima als 475 m d'altitud a la confluència de la riera de Vallmanya amb la riera de Matamargó. Val a dir, però, que a la cota mínima del terme municipal s'assoleix a l'enclavament de Malagarriga, ja que quan el Cardener el deixa enrere ho fa a 338 m d'altitud.
L'accident orogràfic més significatiu del terme és la Serra de Pinós, amb una elevació màxima de 930,6 metres, que el travessa del nord-est a sud-oest tot assolint la seva màxima altitud als 930,6 m. A banda i banda d'aquesta serra un reguitzell de petites serralades i tossals solquen el terme municipal. Entre les serralades cal destacar la serra de Torrededia, la serra de Puigdac i les que tanquen el terme pel sud com ara la serra de cal Manresa Vell, la de Cellers, la de la Solana de Puigpelat, la d'Albesa i la de cal Marc.
Pel que fal al tossals, cal fer esment del Tossalet, el turó de la Bassa, el Perdigó, el Montjuïc, el Tossal, el turó dels Picapins, el serrat Llarg, el tossal de Puigferrers, el serrat Rodó i la Creu de les Llaceres.
El fet de la presència de l'altiplà central davallant a banda i banda cap al fons de les rases i torrents dona lloc a un altre element orogràfic típic del municipi: les costes. Aquestes són pendents d'un sol vessant i no pas de dos, tal com correspon a la formació típica d'una serralada. Entre elles, cal fer esment entre altres de les Costes de Ripers, les de Sant Just, les d'Armingous, La Costa Seca i la del Calvari.
Al Nomenclàtor oficial de toponímia major de Catalunya Arxivat 2008-05-13 a Wayback Machine. hi consten els següents accidents orogràfics:
- Serralades: La Serra de Cellers, la Serra de Claret, la Serra de Pinós, la Serra de Puigdac, el Serrat de Vilalta i el Serrat Llarg.
- Cims: Ca l'Ase Negre, el Tossal, el Montjuïc, el Pinós, el Puigventós i el Turó de Passaportella.
- Collades: El Coll de Passaportella i el Collet de Clapers.
- Costes: La Costa Seca i les Costes de Sant Just.
- Plans: La Plana (Ardèvol), la Plana (Pinós), el Pla de Llobera, el Pla de Puigferrers, el Pla d'Espiola, la Plana de l'Agram, la Plana d'en Nadal i les Planes de la Casanova.
- Masies: Galls,[5] Gardeny,[6] La Garriga,[7] Espinagosa,[8] El Cós,[9] Duarri,[10] Cal Duarri,[11] Ainès.[12]
- Altres orònims: El Bosc de Jovans, el Bosc de la Garriga, el Bosc de les Rovirasses, el Bosc de Piulats, el Bosc del Borràs, el Bosc del Pomer, el Bosc del Sala, el Bosc dels Sants, el Pi Alt, el Rastell de Santgrà, els Garbissos, la Boïga,  la Trona i  Terradelles

### Hidrografia

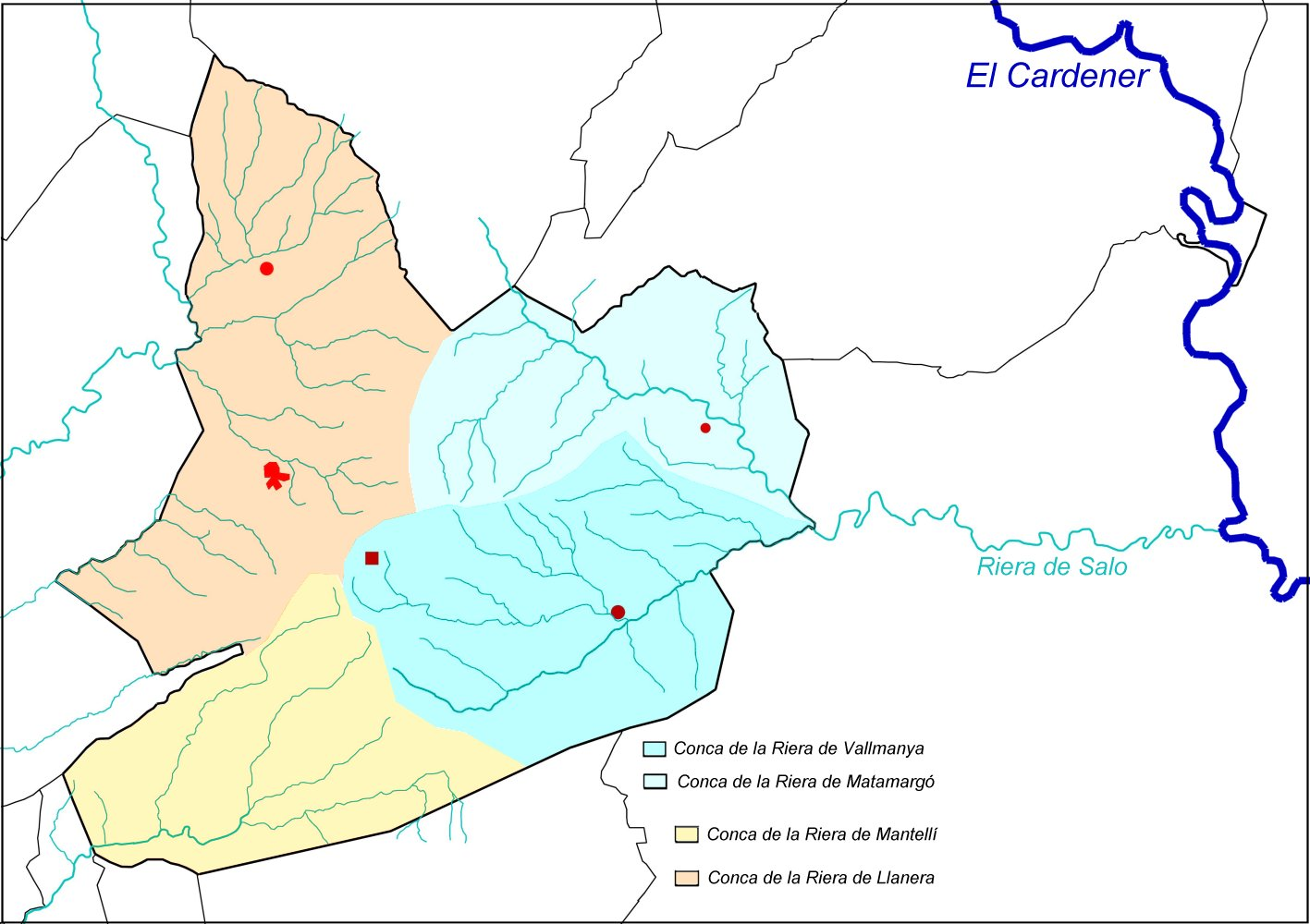
Mapa hidrogràfic de Pinós

Un total de 666 corrents fluvials transcorren (íntegra o parcialment) pel terme municipal. La longitud total d'aquesta xarxa hidrogràfica és de 357,5 km distribuïts bàsicament en 4 grans conques
La banda occidental del terme pertany a la conca del Segre mitjançant dos subsidiaris del Llobregós, la Riera de Llanera (quadrant nord-occidental) i la Riera de Mantellí (quadrant sud-occidental) mentre que la banda oriental aporta les seves aigües al Cardener, bé mitjançant la Riera de Vallmanya (quadrant sud-oriental), bé a través de la Riera de Matamargó (quadrant nord-oriental).
A la dita conca del Cardener també hi pertany l'enclavament de Malagarriga, les aigües pluvial del qual hi arriben de manera directa i, així mateix, una estreta franja d'un pocs centenars de metres d'amplada situada a l'extrem sud-oriental del terme on hi neixen uns poc torrents que aboquen les seves aigües a la Riera d'Otgers.
La part del terme que aboca les seves aigües a la Riera de Llanera està integrada per 132 corrent fluvials amb una longitud total de 96,5 km. La Riera de Llanera únicament hi transcorre durant poc menys de 5 km i sempre fent de frontera, primer amb el terme de Llobera i després amb el de Torà. D'entre els corrent subsidiaris seus que transcorren totalment o parcialment per terme cal fer esment del Barranc de Gangolells, la Rasa de Font Canaleta, la Rasa de Burics, la Rasa de la Font d'Ainès, la Rasa de la Rovira, la Rasa del Molí de Moixons, la Rasa de Tristany, la Rasa d'Ardèvol, el Barranc de la Font de Seguers, el Torrent de Ferran, la Rasa d'Argerics, la Rasa de Salats, el Barranc de Figuerola, la Riera d'Auquers el Torrent de Bringuers i la Riera de Cellers.
La part del terme que aboca les seves aigües a la Riera de Mantellí està integrada per 149 corrent fluvials amb una longitud total de pràcticament 72 km. D'entre els seus corrents subsidiaris, cal esmentar el Torrent del Fitó, el Torrent de la Torre, el Torrent de Cuiner, el Torrent de Cal Morros, el Barranc de Ca l'Andreu i el Barranc de les Comes.
Pel que fa a part del terme que aboca les seves aigües a la Riera de Vallmanya està integrada per 286 corrent fluvials amb una longitud total de 118 km. D'entre els seus corrents subsidiaris, cal citar la Rasa de Mas de l'Hort, la Rasa de l'Obaga de Cal Nicolau, la Rasa de la Font del Prat, el Barranc de Cal Xonic, la Rasa de l'Obaga de Cal Xandró, el Barranc de Cal Cabot, el Barranc de la Font del Borràs, el Barranc de Vallmanya, el Barranc del Bosc de Cal Cabot, el Torrent de Bonsfills i la Rasa de Cererols.
Quant a la part del terme que aboca les seves aigües a la Riera de Matamargó està integrada per 91 corrent fluvials amb una longitud total de 64,2 km. Dels seus corrents subsidiaris, destaquen la Rasa de la Carbassa, la Rasa de Santgrà, la Rasa de Torrededia, la Rasa de la Font de la Rabassola, la Rasa de Cal Pastor, la Rasa de la Font de les Aubes i la Rasa Fonda.
Finalment l'estreta franja de tributaris de la Riera d'Otgers està integrada per les capçaleres de 5 corrent fluvials amb una longitud total de 0,7 km.
- Taula amb les dades detallades de les xarxes hidrogràfiques del terme municipal de Pinós[Enllaç no actiu]  full de càlcul

## Clima
Clima mediterrani continental propi d'un territori que està a unes altituds que es mouen entre els 500 m i els 934 m.
Al santuari de Pinós (904 m d'altitud) les precipitacions són de 688 mm anuals de mitjana amb el maig com el mes més plujós (81 mm de mitjana) i el febrer com el mes més sec (35 mm de mitjana). La temperatura mitjana anual és de 10,8 °C amb el gener com a mes més fred (-1,1 °C de mitjana de les mínimes) i amb el juliol com el mes més càlid (27,2 °C de mitjana de les màximes). La mitjana de la radiació solar és de 14.900 w/m²/dia.
  PDF

## Demografia

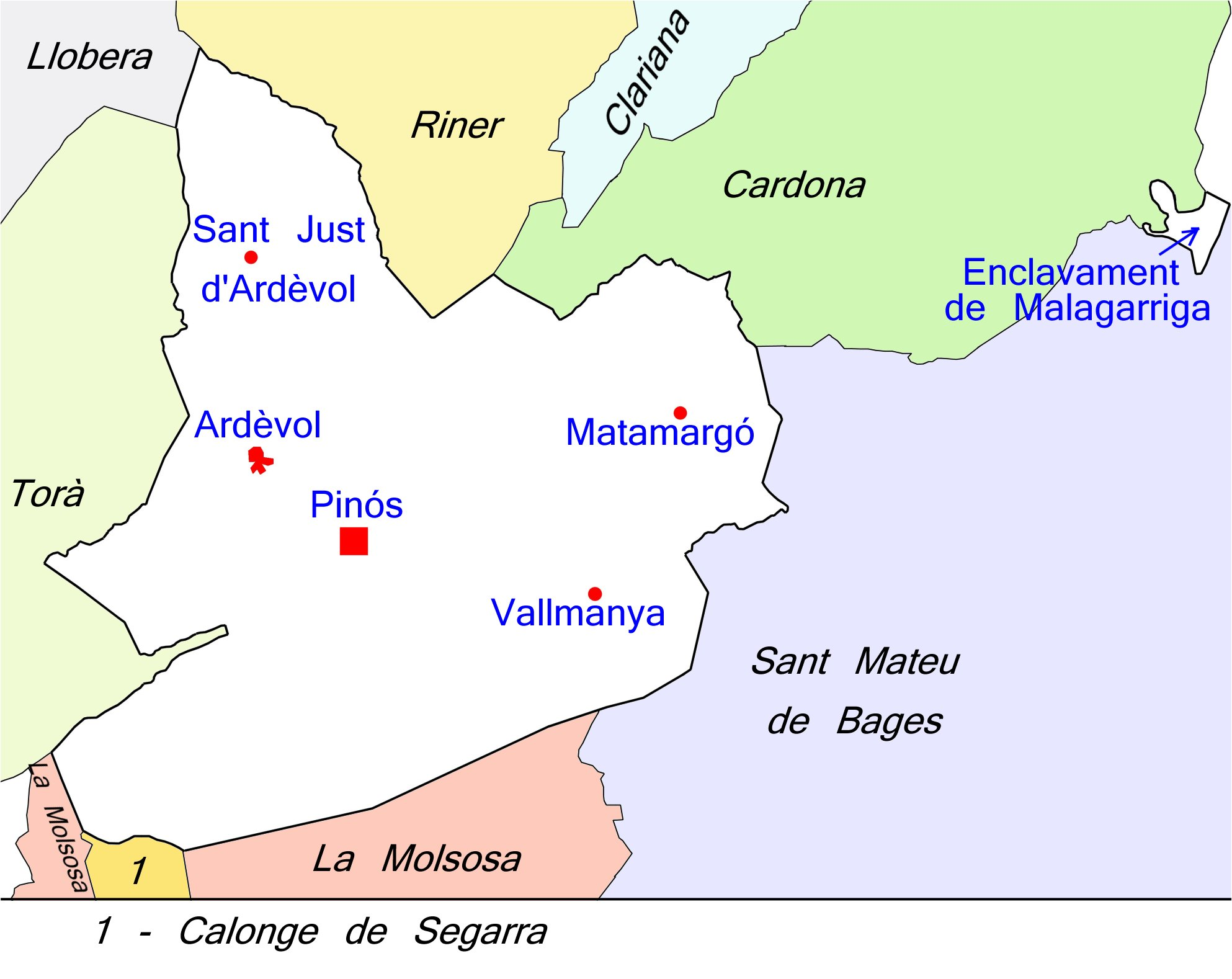
Mapa del municipi amb les seves entitats de població i els municipis limítrofs.

| 1497 f | 1515 f | 1553 f | 1717 | 1787 | 1857  | 1877 | 1887 | 1900 | 1910 |
| ------ | ------ | ------ | ---- | ---- | ----- | ---- | ---- | ---- | ---- |
| 68     | 76     | 88     | 344  | 655  | 1.291 | 866  | 903  | 625  | 655  |

| 1920 | 1930 | 1940 | 1950 | 1960 | 1970 | 1981 | 1990 | 1992 | 1994 |
| ---- | ---- | ---- | ---- | ---- | ---- | ---- | ---- | ---- | ---- |
| 952  | 934  | 883  | 904  | 775  | 525  | 466  | 369  | 339  | 339  |

| 1996 | 1998 | 2000 | 2002 | 2004 | 2006 | 2008 | 2010 | 2012 | 2014 |
| ---- | ---- | ---- | ---- | ---- | ---- | ---- | ---- | ---- | ---- |
| 325  | 317  | 320  | 311  | 311  | 322  | 320  | 315  | 302  | 302  |

| 2016 | 2018 | 2020 | 2022 | 2024 | 2026 | 2028 | 2030 | 2032 | 2034 |
| ---- | ---- | ---- | ---- | ---- | ---- | ---- | ---- | ---- | ---- |
| 297  | 298  | 286  | 291  | 277  | -    | -    | -    | -    | -    |